# Teorema de Cauchy-Kovalévskaia
En matemàtiques, el teorema de Cauchy–Kovalévskaia (també escrit com teorema de Cauchy–Kowalevski) és el principal teorema d'existència i unicitat per a equacions en derivades parcials analítiques associades a problemes de valor inicial de Cauchy. Un cas especial va ser demostrat per Augustin Louis Cauchy el 1842, i el resultat general va ser demostrat per Sófia Kovalévskaia l'any 1875.

## Teorema de Cauchy-Kovalévskaia de primer ordre
Aquest teorema tracta sobre l'existència de solucions en un sistema de m equacions diferencials en n dimensions quan els coeficients són funcions analítiques. El teorema i la seva demostràció són vàlids per funcions analítiques de variables tant real com complexes.
Sigui K un cos dels nombres reals (o imaginaris), i siguin V = Km i W = Kn. Siguin A1, ..., An−1 les funcions analítiques definides en un cert veïnat de (0, 0) en W × V que prenen valors en les matrius m × m, i sigui b una funció analítica amb valors en V definits en el mateix veïnat. Llavors, existeix un veïnat de 0 en W en el qual el problema de Cauchy quasi-lineal
{\displaystyle \partial _{x_{n}}f=A_{1}(x,f)\partial _{x_{1}}f+\cdots +A_{n-1}(x,f)\partial _{x_{n-1}}f+b(x,f)}
amb condicions inicials
{\displaystyle f(x)=0}
en l'hipersuperfície
{\displaystyle x_{n}=0}
té una solució analítica única ƒ: W → V a prop de  0.
L'exemple de Lewy demostra que el teorema no és vàlid per tota funció contínua (les funcions han de ser analítiques).
El teorema també pot ser enunciat en espais vectorials abstractes (ja siguin rels o complexos). Siguin V i W espais vectorials de dimensió finita reals o complexos, amb n = dim W i siguin A1, ..., An−1 funcions analítiques amb valors en End (V) i b una funció analítica amb valors en V, definida en un cert veïnat de (0, 0) en W × V. En aquest cas, el mateix resultat aplica.

## Teorema de Cauchy-Kovalévskaia d'ordre superior
Siguin F i fj funcions analítiques a prop de 0, llavors el problema de Cauchy no lineal
{\displaystyle \partial _{t}^{k}h=F\left(x,t,\partial _{t}^{j}\,\partial _{x}^{\alpha }h\right),{\text{ on }}j<k{\text{ i }}|\alpha |+j\leq k,}
amb condicions inicials
{\displaystyle \partial _{t}^{j}h(x,0)=f_{j}(x),\qquad 0\leq j<k,}
té una solució analítica única a prop del 0.
Això segueix del problema d'ordre 1 quan es consideren les derivades de h que apareixen a la dreta de la igualtat com a components d'una funció vectorial.

### Exemple
L'equació de la calor
{\displaystyle \partial _{t}h=\partial _{x}^{2}h}
amb la condició
{\displaystyle h(0,x)={1 \over 1+x^{2}}{\text{ per }}t=0}
té una única solució en forma de sèrie de potències (expandit al voltant de l'origen (0, 0)). Tanmateix aquesta sèrie de potències formal no convergeix per qualsevol valor no-zero de t, així doncs no hi existeix solució analítica en un veïnat de l'origen. Això demostra que la condició |α| + j ≤ k no es pot relaxar. (Aquest exemple és atribuït a Kovalévskaia)

## Teorema de Cauchy-Kovalévskaia-Kashiwara
Existeix una àmplia generalització del teorema de Cauchy-Kovalévskaia en sistemes d'equacions diferencials en derivades parcials lineals amb coeficients analítics, el teorema de Cauchy-Kovalévskaia-Kashiwara, derivat per Masaki Kashiwara, l'any 1983. Aquest teorema implica formulació cohomològica, presentada en llenguatge de D-mòduls. La condició d'existència implica la condició de compatibilitat entre les parts no homogènies de cada equació i la desaparició dels functors derivats {\displaystyle Ext^{1}}.

### Exemple
Sigui {\displaystyle n\leq m} i {\displaystyle Y=\{x_{1}=\cdots =x_{n}\}}. El sistema {\displaystyle \partial _{x_{i}}f=g_{i},i=1,\ldots ,n,} té una solució {\displaystyle f\in \mathbb {C} \{x_{1},\ldots ,x_{m}\}} si i només si es verifiquen les condicions de compatibilitat {\displaystyle \partial _{x_{i}}g_{j}=\partial _{x_{j}}g_{i}}. Per tal de tenir una solució única s'ha d'incloure una condició inicial {\displaystyle f|_{Y}=h}, on {\displaystyle h\in \mathbb {C} \{x_{n+1},\ldots ,x_{m}\}}.